# Kevin Russi
Kevin Russi (* 18. Juli 1992) ist ein ehemaliger Schweizer Biathlet.
Kevin Russi lebt in Andermatt und startete für den SC Gotthard-Andermatt. Zwischen 2010 und 2013 nahm er an allen vier Biathlon-Juniorenweltmeisterschaften teil. Sein bestes Ergebnis erreichte er 2010, als er Neunter des Einzels in Torsby wurde. Weitere Top-30-Ergebnisse erreichte er nur noch als 28. des Sprints 2011 in Nové Město na Moravě und als 22. des Einzels 2012 in Kontiolahti. Ein Top-20-Resultat schaffte Russi als 20. des Einzels bei den Juniorenrennen der Biathlon-Europameisterschaften 2012 in Osrblie, 2013 in Bansko wurde er Neunter des Einzels, Achter des Sprints und Elfter der Verfolgung.
Bei den Männern im Leistungsbereich bestritt Russi 2009 im IBU-Cup sein erstes Rennen in Ridnaun, wo er als 30. eines Einzels sofort in die Punkteränge lief. Es war zugleich die beste Platzierung Russis in der zweithöchsten Rennserie. Erste internationale Meisterschaft bei den Männern wurden die Biathlon-Europameisterschaften 2014 in Nové Město na Moravě, bei denen er 51. des Einzels, 52. des Sprints und 47. der Verfolgung wurde. Mit Mario Dolder, Severin Dietrich und Jules Cuenot wurde er als Startläufer zudem Staffel-13. Nachdem Russi 2014 und 2015 bei keinem Rennen im IBU-Cup die Punkteränge erreicht hatte und auch nicht für die EM nominiert worden war, beendete er nach dem Verfolgungsrennen von Osrblie seine Karriere.